# اریک لیند (قایقران قایق بادبانی)
اریک لیند (فنلاندی: Erik Lindh; ۱ مهٔ ۱۸۶۵ – ۱ دسامبر ۱۹۱۴) قایقران قایق بادبانی اهل فنلاند بود.
از افتخارات وی میتوان به کسب مدال نقره کلاس ۱۰ متر در بازی‌های المپیک تابستانی ۱۹۱۲ اشاره کرد.